# Sophie de Deux-Ponts-Birkenfeld
Sophie de Deux-Ponts-Birkenfeld (en allemand Sophie von Pfalz-Zweibrücken-Birkenfeld) est née à Ansbach (Allemagne) le 29 mars 1593 et meurt à Neuenstein le 16 novembre 1676. Elle est une noble allemande, fille du comte palatin Charles Ier de Deux-Ponts-Birkenfeld (1560-1600) et de Dorothée de Brunswick-Lunebourg (1570-1649).

## Mariage et descendance
Le 7 mai 1615 elle se marie à Neuenstein avec le comte Charles VII de Hohenlohe-Neuenstein (1582-1641), fils de Wolfgang de Hohenlohe-Weikersheim (1546-1610) et de Madeleine de Nassau-Dillenbourg (1547-1633). Le couple a quatorze enfants :
- Sophie-Madeleine (1616-1627)
- Jean-Frédéric (1617-1702), marié avec Louise Amona de Holstein (1642-1685)
- Charles-Magnus (1618-1670)
- Sigfrid (1619-1684), marié avec Marie Kounice (1627-1674) et après avec Sophie-Amélie de Deux-Ponts (1646-1695).
- Anne-Dorothée de Hohenlohe-Neuenstein (1621-1643), mariée avec Joachim-Ernest d'Oettingen-Oettingen (1612-1659).
- Wolfgang de Hohenlohe-Neuenstein (1622-1698), marié avec Sophie-Éléonore de Holstein (1644-1689) et après avec Françoise Barbara de Welz (1666-1718).
- Claire-Diana (1623-1632)
- Jean-Louis (1625-1689), marié avec Madeleine-Sophie d'Oettingen-Oettingen.
- Marguerite-Hedwige (1625-1676), mariée avec Othon de Birkenfeld (1625-1671).
- Charlotte-Suzanne (1626-1666)
- Sophie-Madeleine (1628-1680)
- Eva Krafteline (1629-1651)
- Philippe-Maximilien (1630-1658)
- Éléonore-Claire de Hohenlohe-Neuenstein (1632-1709), mariée avec Gustave-Adolphe de Nassau-Sarrebruck (1632-1677).